# Luci Numisi
Luci Numisi (en llatí Lucius Numisius) va ser un dels dos màxims magistrats del poble dels llatins, originari de la ciutat llatina de Circeii. Va viure al segle iv aC. Els dos magistrats màxims dels llatins portaven el títol de praetores.
Va dirigir als llatins en la gran guerra llatina que va esclatar l'any 340 aC.